# Vaidava
Vaidava (lettiska) eller Vaidva jõgi (estniska) är en å i Estland och Lettland. Den är 72 km lång, varav 61 km flyter genom Lettland. Bitvis utgör den gränsflod mellan länderna. Den är ett sydligt (vänster) biflöde  till Mustjõgi som i sin tur är ett biflöde till Gauja; den senare mynnar i Rigabukten i Lettland.
Källan ligger i sjön Murati järv i Haanja kommun i landskapet Võrumaa, en liten del av sjön ligger i Lettland. Sammanflödet med Mustjõgi är beläget i Mõniste kommun i Võrumaa. Däremellan flyter den igenom norra Lettland, bland annat centralorten Ape. Peeli jõgi är ett biflöde till Vaidava. Ån Kuura jõgi mynnar i Vaidavas källsjö Murati järv och är därigenom en förlängning av ån.